# ワールド・ツアー1980
『ワールド・ツアー1980』 (WORLD TOUR 1980) は、イエロー・マジック・オーケストラ (YMO) のライブアルバム。

## 解説
- 1980年、YMOの第2回ワールド・ツアー「FROM TOKIO TO TOKYO」にて以下の公演を収録。

1. 10月16日、ロンドンハマースミス・オデオン・シアター公演。
2. 10月27日、パリシアター・ル・パラス公演。
3. 11月7日、ロサンゼルスチャップリン・メモリアル・スタジオ（A&Mスタジオ）公演。

- CDは2枚組。
- アナログレコードも3枚組で同時に発売された。アナログ盤には「磁性紀」のステレオ・ヴァージョンがボーナストラックとして収録されている。
- ツアー当時、時間の関係で正式なレコード用収録の準備が間に合わなかったため、活動記録としての性格の音源となっている。したがって、収録曲は2トラック・16トラック・24トラックマスターが混在したものとなっている。

## 収録曲

### DISC 1
1. RIOT IN LAGOS
2. THE END OF ASIA
3. BEHIND THE MASK
4. RYDEEN
5. MAPS
6. NICE AGE
7. THE CORE OF EDEN
8. CITIZENS OF SCIENCE
9. LA FEMME CHINOISE

1～5がロンドン。6がロサンゼルス。7,8,9がパリ。

### DISC 2
1. SOLID STATE SURVIVOR
2. RADIO JUNK
3. ZAI KUNGTONG BOY
4. FIRECRACKER
5. 1000 KNIVES
6. ALL YOU NEED IS LOVE
7. TECHNOPOLIS
8. COSMIC SURFIN'
9. TONG POO
矢野顕子『ごはんができたよ』収録版に近いアレンジ。
10. INVENTION
オリジナルはJ.S.バッハの「2声のインベンション」。

1,2,5～8がロサンゼルス。3がパリ。4,9,10がロンドン。